# Microrregión de Umarizal
La microrregión de Umarizal es una de las  microrregiones del estado brasileño de Río Grande del Norte perteneciente a la mesorregión  Oeste Potiguar. Su población fue estimada en 2006 por el IBGE en 62.447 habitantes y está dividida en once municipios. Posee un área total de 1.621,102 km².

## Municipios
- Almino Afonso
- Antônio Martins.
- Frutuoso Gomes
- João Dias
- Lucrécia
- Martins
- Olho-d'Água do Borges
- Patu
- Rafael Godeiro
- Serrinha dos Pintos
- Umarizal

- Datos: Q2263224
- Multimedia: Umarizal / Q2263224